# Servlet
Un ou une,, servlet est une classe Java qui permet de créer dynamiquement des données au sein d'un serveur HTTP. Ces données sont le plus généralement présentées au format HTML, mais elles peuvent également l'être au format XML ou tout autre format destiné aux navigateurs web. Les servlets utilisent l'API Java Servlet (package javax.servlet).
Un ou une servlet s'exécute dynamiquement sur le serveur web et permet l'extension des fonctions de ce dernier, par exemple : l'accès à des bases de données, transactions de commerce en ligne, etc. Un ou une servlet peut être chargé automatiquement lors du démarrage du serveur web ou lors de la première requête du client. Une fois chargés, les servlets restent actifs dans l'attente d'autres requêtes du client.
L'utilisation de servlets se fait par le biais d'un conteneur de servlets (framework) côté serveur. Celui-ci constitue l'environnement d'exécution de le/la servlet et lui permet de persister entre les requêtes des clients. L'API définit les relations entre le conteneur et le/la servlet. Le conteneur reçoit la requête du client, et sélectionne le/la servlet qui aura à la traiter. Le conteneur fournit également tout un ensemble de services standards pour simplifier la gestion des requêtes et des sessions.
Un ou une ou plusieurs servlets constituent les applications web Java, leur principe de fonctionnement (architecture, fonctionnalités, configuration, déploiement) est décrit suivant une spécification officielle, menée par Sun Microsystems et à laquelle toute personne peut contribuer par le biais des Java Specification Requests (Java Community Process). La version actuelle des spécifications servlet est la 4.0.

## Conteneurs de servlets
Il existe plusieurs conteneurs de servlets, dont Apache Tomcat ou encore Jetty. Le serveur d'application JBoss Application Server utilise Apache Tomcat.

## Exemple de servlet classique
```
import
 
javax.servlet.*
 
;

import
 
java.io.*
 
;

public
 
class
 
HelloServlet
 
extends
 
GenericServlet

{

  
public
 
void
 
service
 
(
HttpServletRequest
 
request
,
 
HttpServletResponse
 
response
)

  
{

    
try

    
{

      
PrintWriter
 
out
 
=
 
response
.
getWriter
()
 
;

      
out
.
println
 
(
"<!DOCTYPE html>"
)
 
;

      
out
.
println
 
(
"<title>Bonjour tout le monde !</title>"
)
 
;

      
out
.
println
 
(
"<p>Hello world!</p>"
)
 
;

    
}

    
catch
 
(
IOException
 
e
)

    
{

      
e
.
printStackTrace
()
 
;

    
}

  
}

}

```

Sortie générée après déploiement :
```
<!DOCTYPE html>

<
title
>
Bonjour tout le monde !
</
title
>

<
p
>
Hello world!
</
p
>

```

## Avantages et inconvénients de l'utilisation des servlets

### Avantages
- Supportées par plusieurs vendeurs de serveurs
- Multi-plateformes : écrites en Java
- Extensibles : Utilisables avec d’autres technologies Java (JSP, RMI, JDBC, Javabeans, ...)
- Intégrables dans des environnements plus larges
- Performantes : exécutées dans des threads
- Sécurisées : exécutées dans une JVM
- Pas limitées au protocole HTTP

### Inconvénients
- Complexité de prise en main pour les non initiés

## Historique
| Version     | Date de sortie | Plateforme         |
| ----------- | -------------- | ------------------ |
| Servlet 4.0 | Septembre 2017 | JavaEE 8           |
| Servlet 3.1 | Mai 2013       | JavaEE 7           |
| Servlet 3.0 | Décembre 2009  | JavaEE 6, JavaSE 6 |
| Servlet 2.5 | Septembre 2005 | JavaEE 5, JavaSE 5 |
| Servlet 2.4 | Novembre 2003  | J2EE 1.4, J2SE 1.3 |
| Servlet 2.3 | Aout 2001      | J2EE 1.3, J2SE 1.2 |
| Servlet 2.2 | Aout 1999      | J2EE 1.2, J2SE 1.2 |
| Servlet 2.1 | Novembre 1998  | --                 |
| Servlet 2.0 | --             | --                 |
| Servlet 1.0 | Juin 1997      | --                 |